# حسن افتخار هشترودی
حسن افتخار هشترودی از سیاستمداران ایرانی بود، که در دوره‌  بیستم بعنوان نماینده تبریز در مجلس شورای ملی حضور داشت.

## زندگی
حسن افتخار هشترودی(زاده ١٢٨٣ه.خ هشترود) است. 
افتخار هشترودی تحصیلات خود را در رشته‏ حقوق انجام داد و وارد خدمات قضائى شد و مراحل قضائى را تا دادیاری دیوان عالى كشور طى كرد.
پس از آن به عنوان سناتور به مجلس سنا راه یافت اما بیش از یك سال در سنا نبود كه سرطان حنجره او را از پاى درآورد و در ۶٠ سالگى درگذشت. 